# Mueang Sing Buri (huyện)
Mueang Sing Buri (tiếng Thái: เมืองสิงห์บุรี) là huyện thủ phủ (Amphoe Mueang) của tỉnh Singburi, miền trung Thái Lan.

## Lịch sử
Mueang Sing đã là một thành phố trước khi thành lập vương quốc Sukhothai. Thành phố cổ nằm ở tambon Chaksi. Vua Ramathibodi I (Uthong) của Ayutthaya đã thiết lập Mueang Sing, Mueang In và Mueang Phrom làm các thành phố nội địa thuộc Lopburi, thành phố biên thùy phía bắc của Ayutthaya. Dưới thời vua Trailokanat, công cuộc cải cách hành chính được tiến hành và 3 thành phố đã bị hạ cấp xuống thành các thành phố cấp 4 (เมืองจัตวา) do các đơn vị này không nằm xa thủ đô. Khi quân Miến Điện chiếm Ayutthaya, Sing Buri là thành phố của quân phiệt Phraya Tak (sau này là vua Taksin Đại đế). Năm 1895, vua Rama V đã đưa Monthon Thesaphiban, Sing Buri vào Monthon Krungkao.
Đơn vị này đã chính thức thành huyện Mueang Sing Buri năm 1901, nhưng với tên Amphoe Bang Phutsa. Năm 1938, chính phủ đã đổi tên huyện thủ phủ giống như tên tỉnh.

## Địa lý
Các huyện giáp ranh (từ phía bắc theo chiều kim đồng hồ) là: In Buri của tỉnh Singburi, Tha Wung của tỉnh Lopburi, Phrom Buri, Tha Chang, Khai Bang Rachan và Bang Rachan của tỉnh Singburi.

## Hành chính
Huyện này được chia thành 8 phó huyện (tambon).
| 1. | Bang Phutsa | บางพุทรา  |  |
| 2. | Bang Man    | บางมัญ    |  |
| 3. | Phok Ruam   | โพกรวม   |  |
| 4. | Muang Mu    | ม่วงหมู่    |  |
| 5. | Hua Phai    | หัวไผ่     |  |
| 6. | Ton Pho     | ต้นโพธิ์    |  |
| 7. | Chaksi      | จักรสีห์    |  |
| 8. | Bang Krabue | บางกระบือ |  |